# Paranauphoeta vicina
Paranauphoeta vicina är en kackerlacksart som beskrevs av Brunner von Wattenwyl 1893. Paranauphoeta vicina ingår i släktet Paranauphoeta och familjen jättekackerlackor.

## Underarter
Arten delas in i följande underarter:
- P. v. vicina
- P. v. sinica
- P. v. vietnamensis